# Mary Jane (Band)
Mary Jane ist eine deutsche Alternative-Rock-Band, die 1997 in München gegründet wurde.

## Geschichte
Die Band Mary Jane wurde 1997 in München gegründet und setzte sich aus den Mitgliedern Sänger/Gitarrist Thomas Reichel, Schlagzeuger Daniel Filipski, Gitarrist Christian Bartl und Bassist Moritz zusammen. Die Namensgebung der Band fand ihre Inspiration in einem Biologiebuch, das Gitarrist Christian Bartl während der Gründungsphase entdeckte. Im Herbst 2001 verließ Gründungsmitglied Moritz die Band, und Sebastian Brandner übernahm daraufhin die Rolle des Bassisten und zweiten Sängers.
Das Debütalbum The Art of Fart erschien im Oktober 2002 im Selbstvertrieb und beinhaltete neun Songs. Die Band erlangte überregionale Bekanntheit durch ihre Finalteilnahme des Emergenza Festivals im Jahr 2002 und 2003. Sowie durch ihre Präsenz in der Endausscheidung des Bandwettbewerbs Unüberhörbar im Jahr 2004, bei dem sie in der ausverkauften Münchner Muffathalle auftraten.
Im Oktober 2006 erschien das von Alexander Preu produzierte Album Road Signs & Rock Shows. Im Mai 2007 begleitete Mary Jane die Band Itchy auf deren Time to Ignite-Tour in Süddeutschland. Vor dieser Tour verließ Gitarrist Christian Bartl die Band, und Martin Brugger übernahm seine Rolle. Das Album erhielt Anerkennung in der deutschsprachigen Musikpresse und wurde u. a. vom Ox-Fanzine als „deutsche Antwort auf Jimmy Eat World“ bezeichnet. Die Band trat bundesweit bei Club- und Festivalshows auf, darunter unter anderem das Open Flair und Supportkonzerte für Künstler wie Wir sind Helden, Donots, H-Blockx, Olli Schulz, Dúné, K.I.Z und Coheed and Cambria. Im Jahr 2008 erwarb die Plattenfirma Garimpeiro Records die Lizenz für die Veröffentlichung des Albums in Japan. Die japanische Version beinhaltete drei Bonustracks sowie ein exklusives Artwork. Im Jahr 2009 verließ Sebastian Brandner die Band, und Patrick Rainer übernahm die Rolle des Bassisten.
In den folgenden Jahren verringerte die Band ihre Liveaktivitäten, konzentrierte sich jedoch auf einjährige Unplugged-Konzerte, die meist im Winter im Münchner Cord Club hohe Besucherzahlen verzeichnen konnten. Im November 2018 erfolgte die digitale Veröffentlichung des Songs R U Happy. Diese Version ist eine Liveaufnahme, die im Rahmen eines Unplugged-Konzerts im Cord Club aufgezeichnet wurde. Der Song feierte seine Premiere im Juni 2009 beim Münchner Radiosender egoFM.
Sänger/Gitarrist Thomas Reichel widmete sich anderen musikalischen Projekten, darunter seine Beteiligung als Sänger der Indie-Pop-Band Tecnosaurus Rex und der Screamo-Punk-Band Things That Need To Be Fixed. Gitarrist Martin Brugger war in der Indie-Rock-Band This Is the Arrival aktiv und agierte als Elektronikkünstler unter dem Namen Occupanther.
Im Jahr 2022 wurde der Song Summer League und das dazugehörige Musikvideo aus dem Album Road Signs & Rock Shows in einer Folge der ZDF-Produktion Fett und Fett verwendet. Die Szene, in der die Charaktere zu dem Song ausgelassen tanzen, wurde vom Drehbuchautor Jakob Schreier als eine besondere Verbindung zur Band und ihrer Jugend beschrieben. Ein Charakter erklärt in der Szene: „Die waren alle mit uns auf der Schule. Das ist die Band unserer Jugend, und der Bassist ist jetzt mein Zahnarzt.“

## Diskografie

### Studioalben
- 2002: The Art of Fart
- 2006: Road Signs & Rock Shows (2008 Japan-Version)

### Singles
- 2018: R U Happy